# Centaurium aschersonianum
Centaurium aschersonianum är en gentianaväxtart som först beskrevs av Karl Otto von Seemen, och fick sitt nu gällande namn av Gustav Hegi. Centaurium aschersonianum ingår i släktet aruner, och familjen gentianaväxter. Inga underarter finns listade i Catalogue of Life.